# ایر کانادا اکسپرس
ایر کانادا اکسپرس (به انگلیسی: Air Canada Express) یک شرکت هواپیمایی است که در ۳ مه ۲۰۱۱ میلادی تأسیس شده‌است. دفتر مرکزی ایر کانادا اکسپرس در مونترآل، استان کبک، کانادا واقع شده‌است و به ۱۱۹ مقصد، پرواز انجام می‌دهد.